# Edoardo Persico
Edoardo Persico (* 8. Februar 1900 in Neapel; † 10. Januar 1936 in Mailand) war ein italienischer Kunstkritiker, Lehrer und Essayist.

## Leben
Der 1900 in Neapel geborene Edoardo Persico wird in der Fachliteratur als schwierige, ungemütliche und letztlich nicht katalogisierbare Persönlichkeit beschrieben. Als junger Intellektueller korrespondierte er mit dem etwa gleichaltrigen antifaschistischen Journalisten Piero Gobetti, der 1926 infolge gewalttätiger Repressionen durch die faschistischen Schlägertrupps stirbt. Persico versuchte sich zunächst als Schriftsteller, indem er mit mäßigem Erfolg in englischer und französischer Sprache zwei Romane veröffentlichte, bevor er in die Industriemetropole Turin zog. Dort geriet er aufgrund seiner vom faschistischen Regime als subversiv eingeschätzten politischen Agitation unter ähnlichen Druck wie zuvor Gobetti. Während dieser Zeit lebte er unter armseligen Bedingungen und auf ständiger Hut vor der faschistischen Geheimpolizei (OVRA). Für seine weitere berufliche Entwicklung entscheidend war jedoch 1929 der Weg nach Mailand, wo er anfangs gemeinsam mit Piero Maria Bardi eine Galerie aufbaute, um dann in der Folge eines Streits eine eigene Kunstgalerie, die Galleria del Milione zu eröffnen. Zudem arbeitete er hier an der Zeitschrift Belvedere. 1931 leitet er mit Giuseppe Pagano die Zeitschrift Casabella. Er wurde berufen, um an der ISIA in Monza zu unterrichten, einer Schule für angewandte Kunst.
1930 begann er schließlich an der Seite des Pioniers der italienischen Moderne Giuseppe Pagano seine Arbeit als Redakteur der Zeitschrift Casabella. In dieser Eigenschaft war er maßgeblich am Diskurs über die Orientierung der italienischen Moderne vor dem Hintergrund einer zunehmend dirigistischen faschistischen Kulturpolitik beteiligt. So wandte er sich ab 1934 vor allem auch der Architektur zu, schloss sich der Rationalistischen Bewegung an und entwarf Innenräume und Ausstattungen für Ausstellungen.
Persico wurde im Januar 1936 tot in seinem Haus aufgefunden; sein Tod, der sich zwischen dem 10. und 11. Januar ereignete, hat einige obskure Seiten, die nach dem Krieg unter anderem von Oreste Del Buono in zwei Artikeln aufgeworfen wurden, die 1993 in Tuttolibri erschienen sind, und von Andrea Camilleri in einem 2012 erschienenen Sachbuch ebenfalls untersucht wurden. Dieser spekulierte, dass Edoardo Persicos Tod möglicherweise von faschistischen Auftragsmördern verursacht worden sei.

## Schriften (Auswahl)
- La Città degli uomini d’oggi. Casa Ed. Italiana A. Quattrini, Florenz 1923.
- Als Herausgeber: Arte romana: la scultura romana e quattro affreschi della villa dei misteri. Domus, Mailand 1935.
- Profezia dell’architettura.  Muggiani, Mailand 1945.